# Leopoldo Bejarano
Leopoldo Bejarano Lozano (Béjar, 27 de septiembre de 1879-Madrid, 18 de mayo de 1964) fue un militar, periodista y escritor español, hijo del médico Eloy Bejarano.

## Biografía
Hijo del médico Eloy Bejarano Sánchez y de María Lozano, nació en la localidad salmantina de Béjar (en cuyo instituto su padre ejercía como profesor de Ciencias antes de trasladarse a Madrid, donde desarrollaría una amplia actividad política y profesional). Era hermano de Julio Bejarano Lozano. De espíritu aventurero y temprana vocación castrense, Leopoldo participó en algunos episodios de la guerra cubana como ayudante del general Agustín de Luque y Coca.
Rafael Cansinos Assens, escribe en sus memorias que Leopoldo era un "camorrista, célebre por sus duelos y pendencias". Al hilo de este alegato, se ha documentado su expulsión del ejército en 1908. Si bien, veintiséis años después recuperó su grado y estatus, como informó el sábado 29 de diciembre de 1934 el diario ABC, donde se da noticia del reingreso de Bejarano en el Ejército tras la Amnistía del 24 de abril de ese año, como teniente de la reserva, dada su edad (aunque no se mencionan los hechos delictivos supusieron su separación del estamento militar). Queda noticia de que fue recibido por el presidente Alejandro Lerroux, así como de haber salido en defensa de Manuel Azaña durante la detención en octubre de 1934 del entonces expresidente del Consejo de Ministros (16 de diciembre de 1931-1933) y futuro presidente de la Segunda República (1936-1939).
Como periodista colaboró en El Liberal y como corresponsal en el periódico Ahora, para el que recoge desde Asturias los hechos ocurridos durante la revolución de 1934.
En 1936, al producirse la sublevación militar que provocó la Guerra Civil Española, ingresó en la redacción de las Milicias de Prensa y Propaganda, con el grado de coronel asignado al Estado Mayor del Ministerio de Defensa, hasta 1937, año en que es asignado para la comandancia militar de Manzanares. Un año después y también en otoño fue trasladado a la comandancia de Ciudad Real. Al terminar la guerra, el 4 de octubre de 1939 fue detenido y juzgado, pero quedó absuelto de cargos gracias al alegato en su favor de José Millán-Astray, recordando la defensa que Bejarano había hecho del general Sanjurjo durante su pasada detención y proceso tras la Sanjurjada.
Tras su detención en septiembre de 1943 por supuesta conspiración, Leopoldo, en esa fecha capitán de Infantería retirado, fue condenado el 5 de abril de aquel año por el Juzgado nº 2 del Tribunal Especial para la masonería y el comunismo a «12 años y un día de reclusión menor con inhabilitación absoluta para ejercer cualquier cargo del Estado».
Estuvo casado con la actriz y cantante Selica Pérez Carpio, con quien tuvo una hija. Murió en Madrid, a los ochenta y cinco años de edad.
El Centro Documental de la Memoria Histórica guarda un interesante lote de correspondencia de Leopoldo Bejarano Lozano.

## Obras
- Episodios de la guerra de África contados por mi caballo, 1913.
- Notas de un indiferente. La herencia de Cánovas, Madrid: Ediciones "España", s. a. ¿1916?
- Demanda presentada ante el Juzgado de 1a instancia e instrucción del distrito de hospicio... Esta demanda ha sido presentada en el despacho de abogados de D. Luis Jiménez de Asúa..., Madrid: Chuette Lanuza, 1929.
- Sanjurjo, un general expatriado (1935)